# Secesija (obdobje)
Secesíja (latinsko secessio -odcep) je v zgodovini umetnosti gibanje mladih slikarjev in arhitektov, ki so se v zadnjih letih 19. stoletja odcepili od tradicionalnih umetniških slogov.

## Začetniki gibanja
Izraz secesija je v prvih letih 20. stoletja uporabil Hans Ulrich Simon, ki sicer ni dosegel večjega priznanja javnosti, a njegova definicija novega gibanja se je takoj oprijela in ustalila.  Kot je Simon pravilno ugotovil, se je odmik od klasične umetnosti najprej pojavil v Parizu in se nato kmalu razširil po vsej Evropi. V Franciji so se že vse devetnajsto stoletje nekateri umetniki upirali uradnim akademskim smernicam, kar je leta 1890 privedlo do prenovitve društva Société Nationale des Beaux-Arts, ki je poslej zagovarjalo bolj liberalna stališča. Ta popolna modernizacija akademskega društva velja za prvo dejansko secesijo, ki pa v umetniškem pogledu ni ustvarila večjih mojstrov.
Bolj pomembne so nemške veje tega gibanja, in sicer münchenska secesija, berlinska secesija in dunajska secesija. Prvi, ki so se ločili od stroge korporacije akademskih umetnikov, so bili münchenski slikarji, ki so se že leta 1892 odločili za prenovitev tradicionalnih stilov in uvedbo novih načinov izražanja. Po njihovem zgledu sta kmalu predlagali nove umetniške sloge še skupini iz Dunaja (1897) in Berlina (1899). Dunajčani so bili daleč najbolj talentirani umetniki in zato so kmalu postali glavni nosilci novih idej. Danes beseda secesija navadno označuje le dunajsko skupino.

## Pomensko razlikovanje
Ti trije organizirani skupinski odstopi so bili nekakšno priznanje nove umetnosti, ki se ni imela pred nikomer zagovarjati: umetnik sam je odločal o vrednosti svojih stvaritev. Po njihovem zgledu je likovna umetnost in predvsem arhitektura sprejela popolnoma nove oblike. Drugod po Evropi ni prišlo do množičnega odstopa od klasičnih kanonov (secesije), pač pa so se pojavili ustvarjalni umetniki, ki so dajali prednost domišljijskim oblikam cvetja in elegantnih vijug. To je bil Art Nouveau ali Jugendstil. Gre torej za dva ločena pojma, čeprav Avstrijci za oba uporabljajo isto besedo, Sezession.  Praviloma so secesionisti le pripadniki omenjenih treh skupin, ki so se organizirano in skupinsko ločile od akademskih krogov. Ne moremo pa prištevati med secesioniste tistih umetnikov, ki so povsod po Evropi ustvarjali v novem slogu. Tu je govora na primer o madžarskih (Ödön Lechner, Károly Kós), o španskih (Antoni Gaudi), belgijskih (Victor Horta, Henry van de Velde), britanskih (Charles Rennie Mackintosh, Arthur Makmurdo) in drugih umetnikih. Vsi so predstavniki Art Nouveaua, ne pa secesije.

## Raznolikost sloga
Prav zaradi popolne svobode v izražanju, ki jo je secesija zagovarjala, se stili njenih najvidnejših predstavnikov med seboj močno razlikujejo. Tako na primer slikar Egon Schiele poudarja grde in boleče plati življenja in se ne ustavlja na podrobnostih, ki bi lahko ublažile stroge ekspresionistične podobe. Gustav Klimt nasprotno predstavlja skoraj nerealne osebe, ki se nekako utapljajo v cvetju in zlatih odtenkih. Umetnika nimata veliko skupnega, veže ju le popoln odmik od klasične umetnosti in odstop od akademskih slikarjev tiste dobe, torej pripadnost secesiji.
Podobno tudi arhitektura te dobe nima enega samega izrazitega sloga, pač pa prehaja od zlatih okraskov in cvetočih vej na strogo geometrične oblike, kar je najbolj razvidno v delu Otta Wagnerja. Isto velja za interne zidne poslikave, kjer so se ohranile ponekod fantastične oblike rastlin, drugje pa linearni okraski iz samega črtovja.

## Pomen secesije
Obdobje secesije dejansko premine s svojimi ustvarjalci, ker je bilo le prehodna stopnja do modernih umetnosti. Je pa izrednega pomena iz več razlogov.
Glavna zasluga secesije je predvsem v prekinitvi starega nemškega razumevanja umetnosti. V devetnajstem stoletju je bilo umetniško ustvarjanje rezervirano za premožne sloje, ki so si lahko dovoljevali drago plačane mojstre učitelje in večkrat tudi njihove dobre ocene in pohvale, ki jih sicer skromna dela niso zaslužila. Nasprotno so bili manj premožni umetniki, ki si niso mogli dovoliti akademskih mentorjev, zapostavljeni. Ta zaprti krog uradno priznanih umetnikov je bil nekakšna korporacija, v kateri se ne-nemški elementi sploh niso upoštevali. Mladi secesionisti so takemu mišljenju nasprotovali in dejansko dokazali, da se umetnost izraža tudi izven klasičnih kanonov.
Ta novonastali pojem umetniške svobode izražanja je v svoji skrajnosti privedel tudi do nezaželenih posledic. Medtem ko je prvotno secesija le zahtevala, da dobijo besedo tudi mladi umetniki, se je ta zahteva s časom spremenila v mnenje, da se umetnik rodi in ne izuči in so torej nauki raznih mojstrov in šol popolnoma nepotrebni. To stališče je pozneje privedlo do uveljavljanja samoukov, pri katerih je izvirnost nadomeščala umetniško vsebino.
Secesija je tudi važna, ker je dala povod za nastanek nove umetniške smeri, ki je v raznih deželah poznana pod različnimi imeni. V Avstriji se je ohranilo ime Sezession, a v Nemčiji je to Jugendstil, v Angliji modern style, v Franciji art nouveau, v Italiji liberty, pozneje pa tudi art déco. Slovenci največkrat uporabljamo izraza Art Nouveau in jugendstil, včasih kar secesija, kar pa ni pravilno. Secesija je namreč samo odstop od klasičnih smernic, Art Nouveau pa je značilni umetniški slog, ki je nastal po tem odstopu. Nekateri kritiki so pa mnenja, da sta bodisi secesija kot tudi Art Nouveau le prvo obdobje širšega umetnostnega sloga – modernizma.

## Glavni predstavniki
Najbolj znani umetniki dunajske secesije so: Gustav Klimt, Egon Schiele, Koloman Moser in med arhitekti Otto Wagner, Joseph M. Olbrich, ter Maks Fabiani. Med umetnike münchenske secesije se štejejo: Hugo von Habermann, Paul Hoecker, Bruno Piglhein in Franz von Stuck. Umetniki berlinske secesije so predvsem: Lovis Corinth, Käthe Kollwitz, Cesare Saccaggi, Edvard Munch in Max Slevogt.

## Secesija v Ljubljani
V Sloveniji se je secesijska arhitektura začela razvijati vzporedno z Dunajem, po potresu leta 1895 in sicer z obnovo porušene Ljubljane. Večina secesijskih stavb je bila zgrajena med letoma 1901 in 1909. V Ljubljani, kot deželni prestolnici, je nastalo več desetin secesijskih arhitektur. Najpomembnejši spomeniki se nahajajo ob Miklošičevi cesti med Prešernovim trgom in Miklošičevim parkom ter med Slovensko in Njegoševocesto. Značilne so predvsem fasade stavb, posebej njihovi ornamenti, redkeje pa tudi notranjost. V času secesije sta bili najbolj zastopani dve zvrsti stanovanjskih stavb: najemna stanovanjska stavba s svojimi velikimi okni v dnevnih in reprezentančnih prostorih, pomoli, verande in pokrite terase.
Prvo pravo secesijsko fasadno okrasje je v Ljubljani in v Sloveniji uresničil arhitekt Maks Fabiani, ki je avtor vzorčnih stavb v Ljubljani, ki sodijo v secesijski slog.
Med znanimi secesijskimi stavbami in ureditvami  v Ljubljani so: 
- Leopold Theyer, profesor na graški obrtni šoli, je avtor Kresije in Filipovega dvorca.
- Josip Vancaš, hrvaško-madžarski arhitekt, je zasnoval palače Ljudske posojilnice in Mestne hranilnice ter modernega hotela Union.
- Graški arhitekt Friedrich Sigmundt je zrisal načrte za prvo veleblagovnico - Urbančevo hišo
- Ciril Metod Koch, domači arhitekt, je zasnoval nekaj najemniških stanovanjskih hiš med Slovensko in Miklošičevo cesto (Hauptmanova hiša, Čudnova hiša, Stanovanjski stavbi Kmečke posojilnice).
- Jurij Zaninović je oblikoval Zmajski most, ki je prva prava secesijska arhitektura v Ljubljani
- Arhitekt Ivan Vurnik je avtor v odmevih secesije oblikovanih Zadružne gospodarske banke, Sokolski dom na Taboru
- Maks Fabiani, eden od utemeljiteljev moderne arhitekture na Dunaju, je intenzivno delal tudi v Ljubljani; izdelal je popotresni regulacijski načrt, načrt za Miklošičev park in vrsto stavb, kot so Krisperjeva hiša, Dekliška šola na Levstikovem trgu, Šentjakobsko župnišče, dekliški licej Mladika, Bambergova hiša, Hribarjeva hiša, itd.)
- Dunajski arhitekt Aleksander Graf je avtor stavbe ljubljanske Drame, ki ima samo posamezne secesijske elemente
- Arhitekt Karl Brünnler je projektiral Drofenigovo hišo na Mestnem trgu.